# Vasall

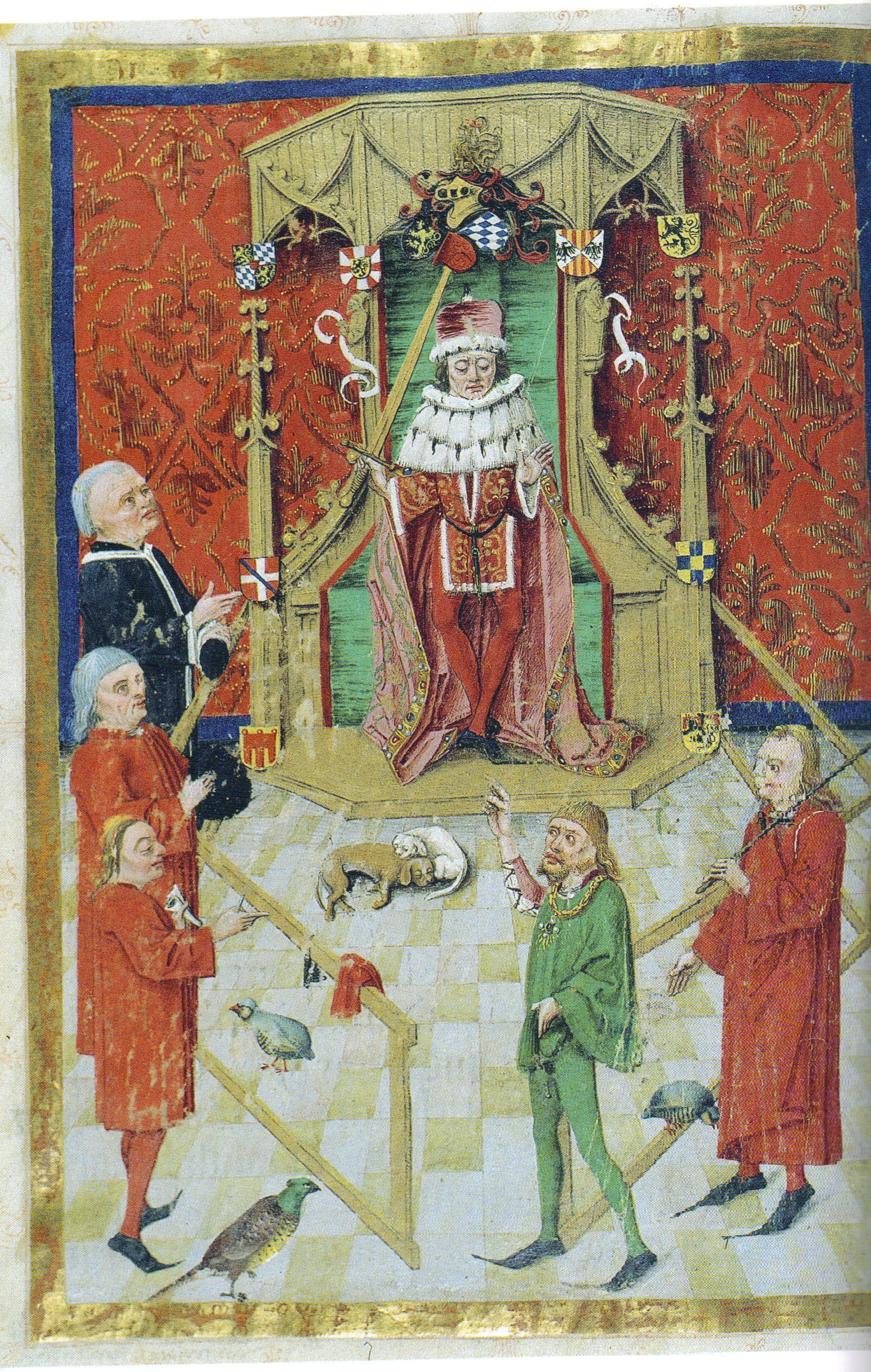
Ein Vasall schwört den Lehnseid vor dem thronenden Pfalzgrafen Friedrich I. von der Pfalz.

Ein Vasall (von keltisch gwas, von lateinisch vassus „Knecht“) war im Fränkischen Reich (5.–9. Jahrhundert) ein Freier, der in einem persönlichen Treueverhältnis (Vasallentreue) zu einem mächtigen Herrn als Schutzherrn stand. Aufgrund des eingegangenen personenrechtlichen Verhältnisses ergaben sich gegenseitige Schutz- und Gehorsamspflichten für die Beteiligten.
Der Vasall war ein Diener seines Herrn, in dessen Abhängigkeit er sich durch den rituellen Akt der Kommendation begab. Der Vasall war seinem Herrn zu Diensten jeglicher Art verpflichtet (auxilium et consilium). Dazu gehörten insbesondere Kriegs- und Ratsdienste wie die Teilnahme an  der Ratsversammlung der Vasallen unter dem Vorsitz des Feudalherren, aber auch die Zahlung von Lösegeld, wenn der Lehnsherr in Gefangenschaft geraten war. Der Herr musste dem Vasallen den Lebensunterhalt wie Nahrung, Kleidung und Bewaffnung gewähren. Außerdem vertrat der Lehnsherr den Vasallen vor Gericht, der Vasall wiederum war Beisitzer im Gericht des Lehnsherrn.

## Übergang zum Lehnswesen
Ab der Karolingerzeit im 8./9. Jahrhundert erhielt der Vasall zur Sicherung seines Unterhalts ein Lehen und wurde durch die lehnsrechtliche Investitur zum Lehensmann. Die Früchte des Lehens und eventueller Gerechtsame gebührten dem Vasallen.
Der Lehnsherr hatte Rechte, die sonst nur den Blutsverwandten des Vasallen zukamen. So übte er beim Tod des Vasallen das Vormundschaftrecht über dessen Söhne und das Verheiratungsrecht über dessen Töchter aus und schuldete dem Vasallen – wie dieser umgekehrt ihm – Beistand im Fall einer Blutfehde, wie er nach den alten Stammesrechten nur von Blutsverwandten geschuldet war.
Die Vasallität war eine personale Bindung, die mit dem Tode eines der beiden Partner endete und mit einem eventuellen Nachfolger erneuert werden musste. Erst im Laufe der Zeit wurde es üblich, die Lehnsbindung aufgrund eines Sukzessionsrechts mit dem jeweiligen Rechtsnachfolger fortzuführen, d. h. das Lehen wurde erblich. Die Erneuerung der Belehnung nach dem Tod des Lehnsherrn (Herrenfall, bei Königen Thronfall) oder des Vasallen (Mann- oder Lehnfall) und die Ausstellung eines neuen Lehnbriefs durch die Lehnkanzlei war gebührenpflichtig (Lehntaxe oder Schreibeschilling).
Es wurde unterschieden zwischen Hauptvasallen (Vasallen im engern Sinne), welche ihr Lehn unmittelbar von einem solchen Lehnsherrn, der keinen weitern Herrn über sich hatte und den sogenannten Aftervasallen (Arriervasallen, Afterlehnsmann), welche ihr Lehn selbst erst von einem Vasallen, beispielsweise einem Fürsten, durch eine Subinfeudatio erhalten hatten. Ein Beispiel hierfür ist die Beziehung des englischen zum französischen König im 12. Jahrhundert. Der englische König hatte zahlreiche Besitzungen in Frankreich, doch diese waren alle Lehnschaften des französischen Königs. Der König von England war also dem König von Frankreich als dessen Lehnsmann untertan. Als Herzog der Normandie und von Guyenne sowie Graf von Anjou, Maine, Berry, Touraine und Poitou war er zwar der mächtigste Vasall in Frankreich, aber immerhin ein Vasall, also Philipp II. zu Diensten verpflichtet, obwohl sie hierarchisch gleichgestellt waren.

## Grenzen des Vasallentums
Marc Bloch zeigt, dass das Vasallentum im Laufe der Entwicklung immer dysfunktionaler wurde, vor allem durch die Ausdifferenzierung einer unübersehbaren Anzahl von wechselseitigen Verpflichtungen, die jedoch immer leichter unterlaufen oder ignoriert werden konnten, was die Zentralgewalt schwächte. Im ausgehenden Mittelalter konnten die Landesherren daher nur noch durch die Vergabe von eigenen Ländereien als Lehen ihre Armeen unterhalten. Da sie sich auf diese Art immer mehr ihrer eigenen Hausmacht berauben mussten, im Gegenzug aber ihre Lehnsleute immer mächtiger machten, wurde der Treueeid bald zu einer Farce, da die Lehnsherren schließlich ihre Lehnsleute zusätzlich bezahlen mussten, um deren Dienstleistungen zu erhalten.

## Neue Formen des Vasallentums
Vladimir Shlapentokh geht davon aus, dass auch in modernen Großunternehmen persönliche Loyalitäts- und Abhängigkeitsbeziehungen, wie sie in Systemen mit patriarchalischer Herrschaft existierten, die offiziellen bürokratischen Strukturen überlagern, und spricht in diesem Zusammenhang von einem neuen Feudalismus.